# Kollektivplan

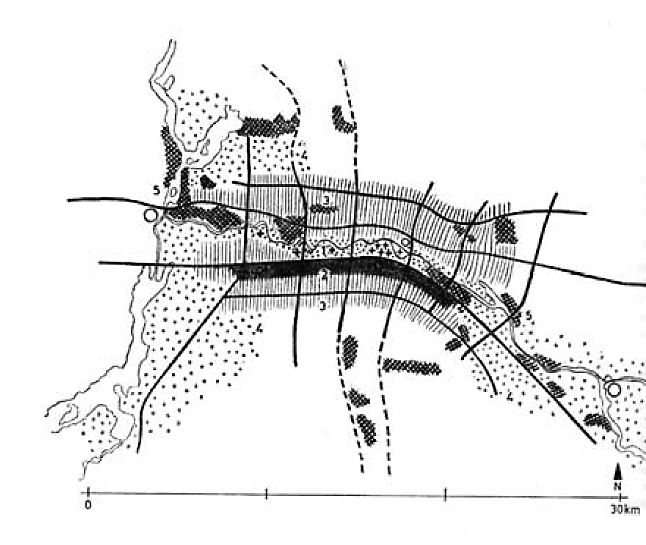
Stark vereinfachte Darstellung des Kollektivplans vom Planungskollektiv 1946

Der Kollektivplan ist neben dem Zehlendorfer Plan und dem Bonatz-Plan eine der bedeutendsten Gesamtkonzeptionen zum Wiederaufbau Berlins nach dem Zweiten Weltkrieg. Aus den Zerstörungen der Mietskasernenstadt schöpften Politiker und Stadtplaner die Hoffnung der Errichtung einer „neuen Stadt“, die als Konzept seit den 1920er Jahren in ihren Grundzügen feststand.
Mit dem geplanten Abriss von Bausubstanz, die bis zu 70 % erhalten war, mit der Planung als autogerechter „Stadtlandschaft“ und der Funktionstrennung stellte sich dieser Plan in die Tradition der zwei städtebaulichen Manifeste der Moderne: des „Plan Voisin“ von Le Corbusier für das Pariser Stadtzentrum und der 1942 veröffentlichten „Charta von Athen“ des „Congrès Internationaux d’Architecture Moderne“(CIAM).

## Kollektiv
Hans Scharoun war bereits im Mai 1945 von der Sowjetischen Stadtkommandantur unter Nikolai Erastowitsch Bersarin zum Stadtrat und Leiter der Abteilung Bau- und Wohnungswesen beim Magistrat von Berlin ernannt worden. Von Seiten der Alliierten war ein Generalplan von Groß-Berlin verboten, aber es gelang Scharoun das Hauptamt für Planung II einzurichten, an dessen Spitze Wils Ebert stand, ein enger Bauhaus-Freund von Selman Selmanagić, um dort eine Gesamtplanung durchzuführen.
Gemeinsam mit Scharoun wählte Ebert vorwiegend Mitarbeiter zur Neuplanung für Berlin aus, die durch ihre Ausbildung am Bauhaus oder der TH-Charlottenburg geprägt waren, sich untereinander kannten und die danach Berufserfahrungen als Mitarbeiter von Eiermann, Gropius, Hilberseimer, Poelzig, Tessenow oder den Brüdern Taut gesammelt hatten. Sie bildeten das „Planungskollektiv“ und verabredeten unter diesem Namen ihre gemeinsame Autorenschaft. Die Namenswahl dokumentierte die damalige Aufbruchsstimmung und sollte die Nähe zur sowjetischen Besatzungsmacht demonstrieren. Zu diesem Kollektiv gehörten neben Scharoun:
- Wils Ebert (Leiter des Hauptamts für Planung II, Arbeits- und Wohnstandorte)
- Peter Friedrich (Verkehr)
- Reinhold Lingner (Grünplanung)
- Ludmilla Herzenstein (Dezernentin für Statistik)
- Selman Selmanagić (Dezernent für Kultur und Erholung)
- Herbert Weinberger (Kulturbauten und Krankenhausplanung)
- Luise Seitz (Wohnungsdezernentin).

## Neuplanung Berlins
Ausgehend von der flächenhaften Zerstörung großer Teile der Mietskasernenstadt innerhalb der Ringbahn und der Annahme weitestgehender öffentlich-rechtlicher Verfügung über den Boden, sollte Berlin als „organische Stadtlandschaft“, als „Bandstadt“ gestaltet werden und so die „Stadt von morgen“ ermöglichen. Voraussetzung für die Umsetzung dieses Konzeptes einer Stadtlandschaft war für Scharoun die „mechanische Auflockerung“ der Stadt durch die erfolgten Luftangriffe der Alliierten auf Berlin und die Verfügbarkeit von Grund und Boden.
Das Kollektiv erhielt dabei von der Stadt die Erlaubnis, den Bodenpreis einheitlich mit 50 Pfennig je Quadratmeter anzusetzen. Obwohl die Struktur der Stadt und insbesondere die Versorgungsnetze weitgehend erhalten waren, ging das Planungskollektiv von einer völlig zerstörten Stadt aus.
Der Plan sah eine grundsätzliche gesellschaftspolitische und städtebauliche Neuordnung vor, die eine radikale Umstrukturierung des gesamten Stadtgebietes mit der Loslösung vom historisch gewachsenen Grundriss der Stadt einschloss. An dessen Stelle sollte das von Peter Friedrich geplante Rechtecksystem aus Schnellstraßen treten, die durch eine grüne Stadtlandschaft führen, und in dem gleichmäßig verteilt Streifen für Wohnzellen nach dem Muster der Siemensstadt für 4000–5000 Einwohner, Handel und Gewerbe liegen. Durch wirtschaftliches „Zuordnen der Wohn- und Arbeitsflächen“ sollten der unwirtschaftliche und unwirtliche Baukörper Berlins aufgelockert und seine einzelnen Flächen so miteinander verbunden werden, dass sich eine „neue lebendige Ordnung“ ergibt.
Die topographischen Gegebenheiten der Landschaft von Urstromtal mit Barnim und Teltow, mit Spree und Havel sollten durch Freilegung von der Bebauung herausgearbeitet und als wichtige Teile des Stadtgrundrisses zu einem folgerichtigen Erholungssystem zusammengefasst werden. Die Planung sah eine „autogerechte“ Stadt vor mit einem niveaufreien Straßennetz, dessen Kreuzungen wie bei Autobahnen kleeblattförmig gestaltet sind, um einen ungehinderten Verkehrsfluss zu sichern.
Es war geplant, die Bandstadt durch vier parallele Verkehrsstränge in Ost-West- und fünf in Nord-Süd-Richtung zu erschließen. Diese Straßenstruktur sollte die historische, radial auf die Spreefurt zulaufende Struktur ersetzen. Entlang eines Bandes am Urstromtal der Spree in Ost-West-Richtung sollte sich ein zentrales Arbeitsgebiet erstrecken, dem nördlich und südlich Wohngebiete zugeordnet waren. In diesem Band sollten die zentralen Einrichtungen örtlicher (Stadtverwaltung, Lagerhaltung, Logistik) und überörtlicher Art (Staatliche Einrichtungen, Gewerkschaften, Wirtschaft, Finanzen, Nachrichten), besondere kulturelle Institutionen (Hochschulen, Akademie der Wissenschaften, Krankenhäuser, Museen) und wirtschaftliche Einrichtungen (Großhandel, Konfektion, Presse, Film, Konstruktionsbüros) ihren Platz haben. Das Arbeitsband sollte durch eine Bahnstrecke vom Görlitzer Bahnhof im Osten bis zur Ringbahn am Lietzensee im Westen erschlossen werden.
Als kulturelles Erbe erhalten bleiben sollten allein im Westen das Schloss Charlottenburg und im historischen Stadtzentrum der Straßenzug Unter den Linden vom Pariser Platz bis zur Museumsinsel mit Forum Fridericianum und Schloss, einschließlich eines Teilstücks der Friedrichstraße, sowie das Ensemble des Gendarmenmarktes. Scharoun war gegen den Abriss der Schlossruine.

## Ausstellung im Berliner Schloss
„Was blieb, nachdem Bombenangriffe und Endkampf eine mechanische Auflockerung vollzogen, gibt uns die Möglichkeit, eine Stadtlandschaft zu gestalten. Die Stadtlandschaft ist für den Städtebauer ein Gestaltungsprinzip, um der Großsiedlungen Herr zu werden. Durch sie ist es möglich, Unüberschaubares, Maßstabloses in übersehbare und maßvolle Teile aufzugliedern und diese Teile so zueinander zu ordnen, wie Wald, Wiese, Berg und See in einer schönen Landschaft zusammenwirken. So also, dass das Maß dem Sinn und dem Wert der Teile entspricht, und so, dass aus Natur und Gebäuden, aus Niedrigem und Hohem, Engem und Weitem eine neue lebendige Ordnung wird.“

Mit diesen Worten eröffnete am 22. August 1946 Hans Scharoun im hergerichteten Weißen Saal des teilzerstörten Berliner Schlosses die Ausstellung „Berlin im Aufbau“ zur Zukunft der ehemaligen Reichshauptstadt und stellte den Aufbauplan des achtköpfigen Kollektivs als „Kollektivplan“ vor. Zuvor war der Plan am 4. April 1946 dem Bauwirtschaftsausschuß des Magistrats dargelegt worden. Den Originalplan sowie diesbezügliche Sachakten bewahrt das Archiv der Akademie der Künste, Berlin, auf.
Neben dem visionären Vorschlag des Planungskollektivs wurde in der Ausstellung zum Aufbau der kriegszerstörten Stadt ein weiterer Entwurf gezeigt, der im Hauptamt für Planung I des Berliner Magistrats entstandene „Zehlendorfer Plan“, der von grundsätzlich anderen Vorstellungen ausging. Es ist aus heutiger Sicht erstaunlich, dass es angesichts der Not der Nachkriegsjahre zu zwei gleichberechtigten Hauptämtern für Planung gekommen war.
In der Ausstellung wurden ebenfalls Pläne des Architekten Max Taut gezeigt.

Bilder der Ausstellung „Berlin im Aufbau“
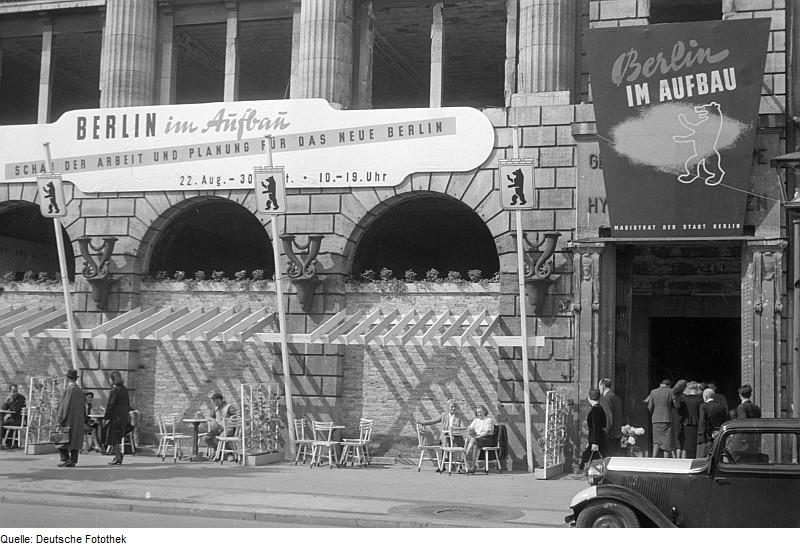
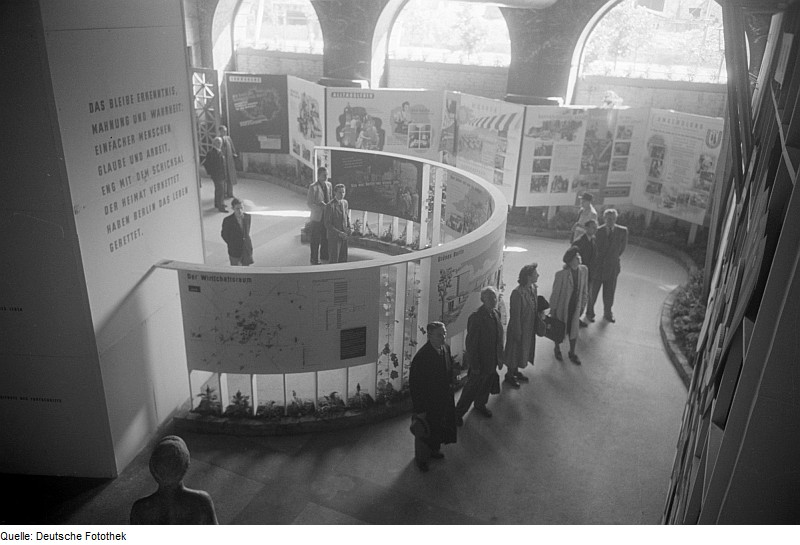
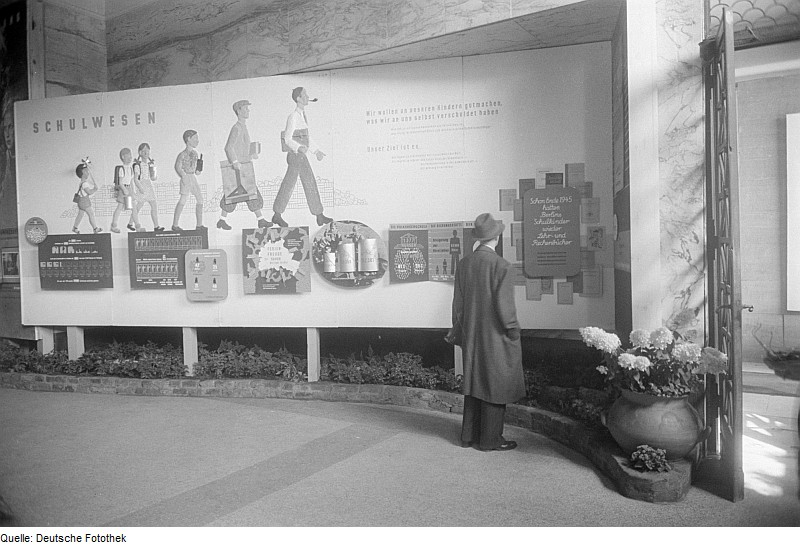
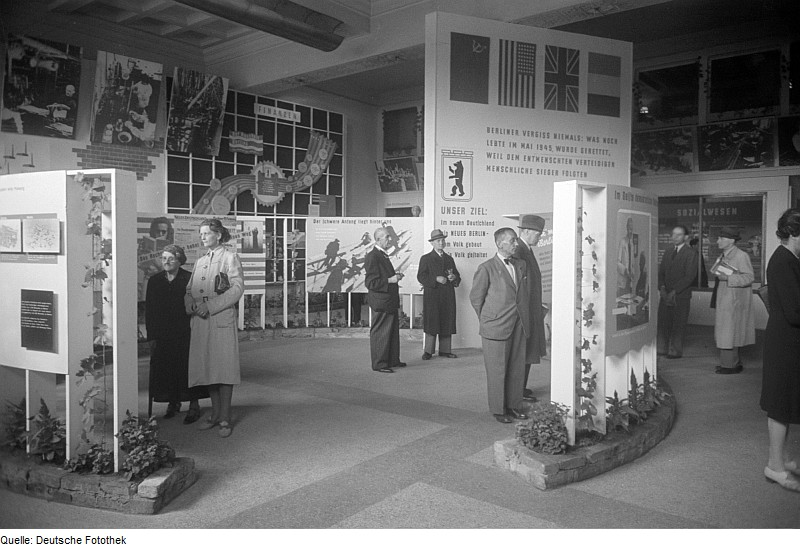
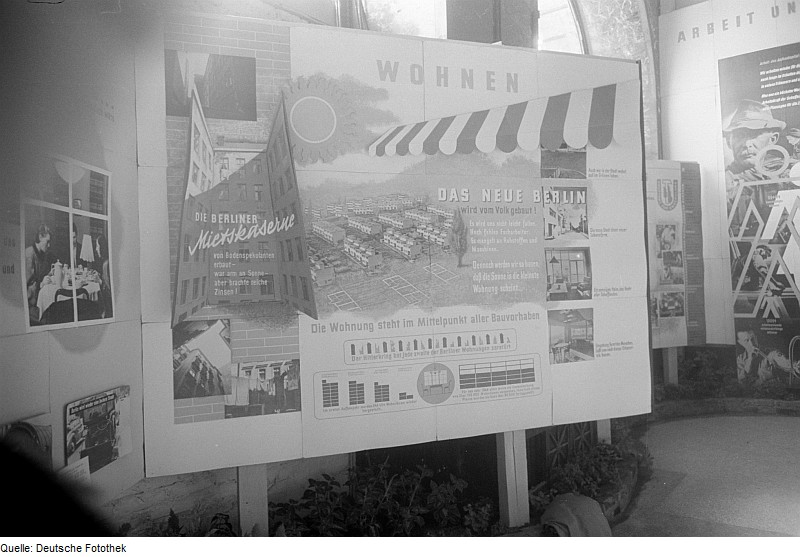

## Rezeption
Die Ausstellung des Kollektivplans führte zu politischen und fachlichen Debatten, wobei noch nicht der Ost-West-Gegensatz, sondern das Thema „Tradition gegen Moderne“ thematisiert wurde. Auch unter Stadtplanern gab es Kritik. Das langjährige SPD-Mitglied und spätere Nachfolger von Scharoun Karl Bonatz, kritisierte den Plan, weil er „die politischen, wirtschaftlichen, praktischen und technischen Gegebenheiten zu sehr außer acht“ gelassen habe. Er kritisierte die Idee der Stadtlandschaft, das Rechtecksystem der Schnellstraßen, die Missachtung des kulturellen und materiellen Wertes der erhaltenen Straßen samt ihrer technischen Infrastruktur sowie die Auflösung der Großstadt in kleine Wohngebiete. Die Landschaftsarchitekten Reinhold Lingner, Mitarbeiter im Planungskollektiv, und Georg Béla Pniower stritten über die Idee der Stadtlandschaft. Pniower erkannte in Begriffen wie „Urstromtal“ und „Bodenständigkeit“ eine Kontinuität zu Auffassungen aus nationalsozialistischer Zeit.
Der Plan scheiterte aber hauptsächlich, weil er die erhaltene unterirdische Infrastruktur, wie Be- und Entwässerung, das gesamte Straßenbahn- und U-Bahn-Netz sowie das vorhandene Straßennetz als überholt und wertlos erachtete. Ein kompletter Neubau war angesichts der maßlosen Zerstörung Berlins allein aus finanziellen Gründen und angesichts der herrschenden Wohnungsnot nicht realisierbar. Er wurde deshalb vom Magistrat im April 1946 als utopisch abgelehnt.

## Zehlendorfer Plan
Gleichzeitig mit dem Kollektivplan entstand im Hauptamt für Planung I der „Zehlendorfer Plan“ durch die Architekten Walter Moest und Willi Goergens. Sie erhielten vom Zehlendorfer Bezirksbürgermeister Werner Wittgenstein den Auftrag, ein „Planungsamt neu aufzubauen und alles Material, das als Unterlage für die Ausarbeitung eines Plans für die Neugestaltung Berlins noch vorhanden war, zu sichern und Vorschläge für die Neugestaltung Berlins zu machen“.
Die Pläne unterschieden sich von denen des Planungskollektivs erheblich, da sie von der vorhandenen Infrastruktur ausgingen und eine neue Verkehrsplanung anstrebten.
Beide Pläne lösten heftige Auseinandersetzungen aus. Da sich Zehlendorf im Amerikanischen Sektor befand, ist nicht auszuschließen, dass die Amerikaner die Aufbauplanung Berlins nicht alleine der sowjetischen Aufsicht überlassen wollten. Schließlich wurde im Bauwirtschaftsausschuss des Magistrats der Zehlendorfer Plan akzeptiert und der Kollektivplan als utopisch abgelehnt.
Am 20. Oktober 1946 fand die Wahl zur Stadtverordnetenversammlung von Groß-Berlin 1946 statt, aus der die SPD als eindeutiger Sieger hervorging. Nachfolger des parteilosen Scharoun wurde nun das langjährige SPD-Mitglied Karl Bonatz, der ein Kritiker des Kollektivplans war. Dementsprechend favorisierte er den Zehlendorfer Plan und kehrte „auf den Boden der Wirklichkeit“ zurück. Bonatz ging davon aus, „dass wir es nicht mit der Neuanlage einer Stadt, sondern nur mit der sehr begrenzt möglichen Umbildung einer nur teilweise zerstörten, bestehenden zu tun haben“. So entstanden 1947 die Pläne A und B als Alternative für eine endgültige Planung, auf deren Grundlage das Stadtplanungsamt Entwürfe zur Gestaltung der Innenstadt von Walter Moest und Richard Ermisch entwickeln ließ.

## Bonatz-Plan
Mit den Wahlen zur Stadtverordnetenversammlung im Oktober 1946 wurde das langjährige SPD-Mitglied Karl Bonatz zum Nachfolger zum parteilosen Hans Scharoun ernannt. Bonatz hatte bereits vorher den Kollektivplan kritisiert. Dieser Ablehnung entsprechend tendierte er zur Zehlendorfer Planung, an der er lediglich die nur auf Grünplanung beschränkte Strukturierung des Stadtgebietes bemängelte: „Es handelt sich jetzt darum, die Durchdringung beider Prinzipien zu fördern, das heißt die Straßenführung in möglichster Anpassung an das alte gegebene Netz mit den Strukturverbesserungen und moderner Standortplanung zu verbinden“. Bonatz war davon ausgegangen, „dass wir es nicht mit der Neuanlage einer Stadt, sondern nur mit der sehr begrenzt möglichen Umbildung einer nur teilweise zerstörten, bestehenden zu tun haben“.
Seinem 1948 vorgestellten Entwurf lag die Annahme zugrunde, Berlin würde mit 3–3,5 Millionen Einwohnern wieder die Hauptstadt Deutschlands werden. Dem alten Stadtzentrum maß Bonatz im Gegensatz zum Kollektivplan große Bedeutung zu, er bezeichnete es als „das wichtigste Mittelteil der Stadt“. Für die Wohnviertel war eine Einteilung in „Nachbarschaften“ mit jeweils 4000–5000 Einwohnern angedeutet.
Mit der beginnenden Spaltung der Stadtverwaltungen wurden weder der Kollektivplan noch der Bonatz-Plan umgesetzt.